# Liste der Stolpersteine in Burgwedel

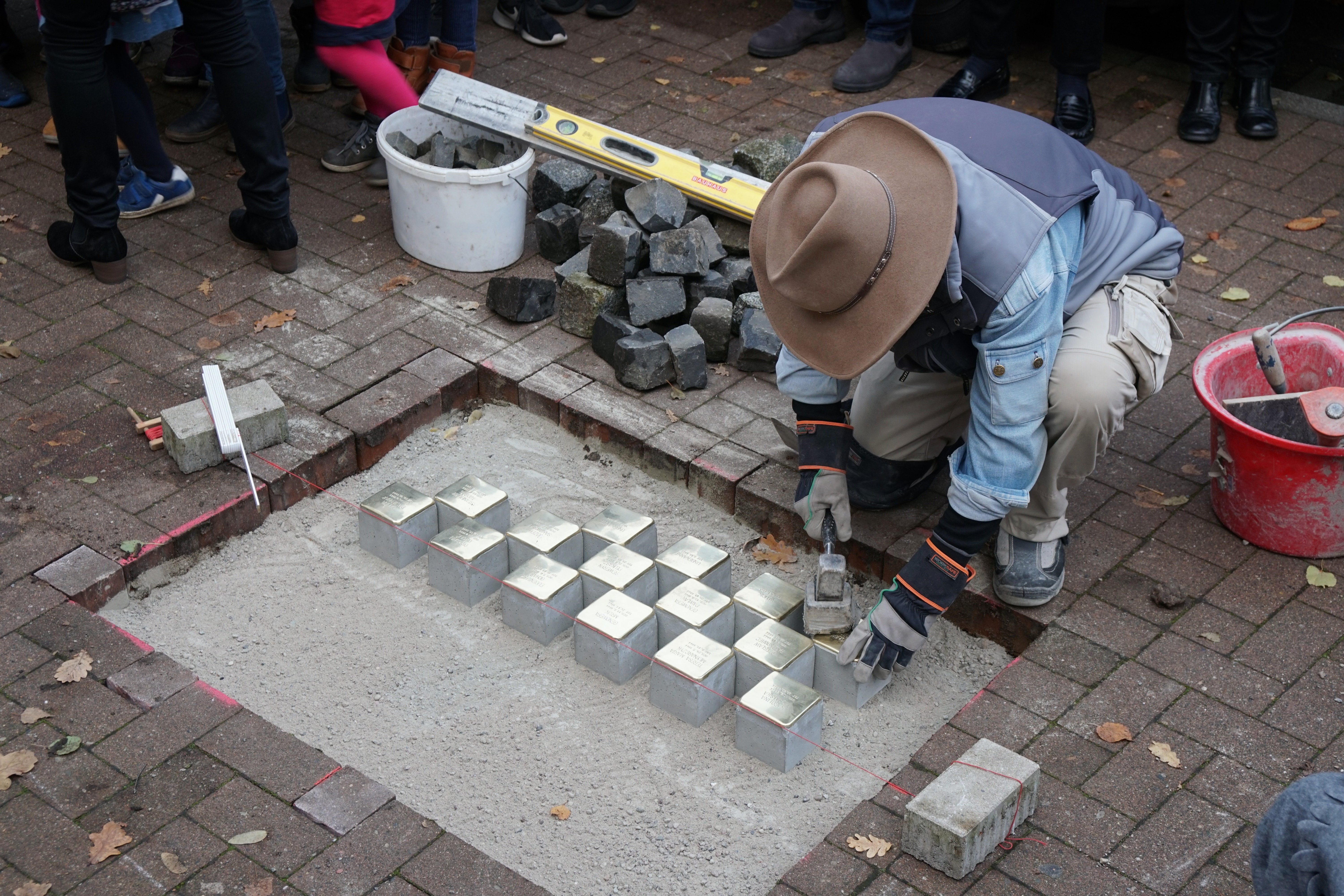
Verlegung von 28 Stolpersteinen am 23. November 2019

In der Liste der Stolpersteine in Burgwedel werden die vorhandenen Gedenksteine aufgeführt, die im Rahmen des Projektes Stolpersteine des Künstlers Gunter Demnig in Burgwedel verlegt worden sind. Bisher wurden an zwei Terminen in den Jahren 2015 und 2019 insgesamt 29 Stolpersteine und ein Kopfstein verlegt.

## Verlegte Stolpersteine
| Bild | Inschrift, Name | Adresse                                   | Verlegedatum  | Anmerkung |
| ---- | --- | ----------------------------------------- | ------------- | --- |
|      | Hier wohnte und praktizierte Dr. Albert David Jg. 1866 Berufsverbot 1938 gedemütigt / entrechtet Flucht in den Tod 19.5.1940                    | Alter Postweg 2 A/B (Standort)            | 29. Juni 2015 | geboren am 4. September 1866 in Gleidingen |
|      | „Ehemalige Hofstelle“ Hier lebten und starben 28 Kinder --- in Gefangenschaft geboren von ihren Müttern isoliert mangelhaft oder nicht versorgt | zwischen Im Mitteldorf 7 und 9 (Standort) | 23. Nov. 2019 | In der Ausländerkinder-Pflegestätte Burgwedel am Mittelweg starben während des Zweiten Weltkrieges 28 Kinder von osteuropäischen Zwangsarbeiterinnen vermutlich durch mangelnde Fürsorge. Sie wurden auf dem Gemeindefriedhof begraben, wobei die genaue Lage der Gräber ist jedoch nicht mehr herauszufinden ist. Für diese Babys wurden am 23. November 2019 insgesamt 28 Stolpersteine und ein Kopfstein gesetzt. |
|      | Olesâ Âkovenko geb. 13.10.44 tot 13.2.45 | zwischen Im Mitteldorf 7 und 9 (Standort) | 23. Nov. 2019 | |
|      | Stefan Albul geb. 21.8.44 tot 1.1.45 | zwischen Im Mitteldorf 7 und 9 (Standort) | 23. Nov. 2019 | |
|      | Viktor Bulyga geb. 20.10.44 tot 21.12.44 | zwischen Im Mitteldorf 7 und 9 (Standort) | 23. Nov. 2019 | |
|      | Viktor Bojko geb. 15.4.44 tot 28.10.44 | zwischen Im Mitteldorf 7 und 9 (Standort) | 23. Nov. 2019 | |
|      | Ryszard Calik geb. 25.2.44 tot 27.11.44 | zwischen Im Mitteldorf 7 und 9 (Standort) | 23. Nov. 2019 | |
|      | Vladimir Fedorcov geb. 26.8.44 tot 30.11.44 | zwischen Im Mitteldorf 7 und 9 (Standort) | 23. Nov. 2019 | |
|      | Wiktoria Gąsowska geb. 17.8.44 tot 24.10.44 | zwischen Im Mitteldorf 7 und 9 (Standort) | 23. Nov. 2019 | |
|      | Nikolaj Klopan geb. 16.9.44 tot 29.11.44 | zwischen Im Mitteldorf 7 und 9 (Standort) | 23. Nov. 2019 | |
|      | Petr Kovalenko geb. 15.7.44 tot 30.11.44 | zwischen Im Mitteldorf 7 und 9 (Standort) | 23. Nov. 2019 | |
|      | Zdzisław Lubkiewicz geb. 11.5.44 tot 19.11.44                                                                                                   | zwischen Im Mitteldorf 7 und 9 (Standort) | 23. Nov. 2019 | |
|      | Antonia Maciacz geb. 12.8.44 tot 15.10.44 | zwischen Im Mitteldorf 7 und 9 (Standort) | 23. Nov. 2019 | |
|      | Karolina Michalska geb. 14.9.44 tot 23.10.44 | zwischen Im Mitteldorf 7 und 9 (Standort) | 23. Nov. 2019 | |
|      | Teresa Maria Młynarczyk geb. 25.7.44 tot 6.11.44                                                                                                | zwischen Im Mitteldorf 7 und 9 (Standort) | 23. Nov. 2019 | |
|      | Genowefa Mruk geb. 11.9.44 tot 24.11.44 | zwischen Im Mitteldorf 7 und 9 (Standort) | 23. Nov. 2019 | |
|      | Eugeniusz Ochab geb. 7.9.44 tot 15.10.44 | zwischen Im Mitteldorf 7 und 9 (Standort) | 23. Nov. 2019 | |
|      | Grigorij Okulič geb. 30.8.44 tot 30.11.44 | zwischen Im Mitteldorf 7 und 9 (Standort) | 23. Nov. 2019 | |
|      | Czesław Paskzowiec geb. 1.10.44 tot 29.11.44 | zwischen Im Mitteldorf 7 und 9 (Standort) | 23. Nov. 2019 | |
|      | Galina Pasternak geb. 25.9.44 tot 20.12.44 | zwischen Im Mitteldorf 7 und 9 (Standort) | 23. Nov. 2019 | |
|      | Genowefa Pawlak geb. 12.6.44 tot 23.10.44 | zwischen Im Mitteldorf 7 und 9 (Standort) | 23. Nov. 2019 | |
|      | Seweryn Płukasz geb. 24.8.44 tot 23.10.44 | zwischen Im Mitteldorf 7 und 9 (Standort) | 23. Nov. 2019 | |
|      | Józef Sakowski geb. 11.8.44 tot 28.11.44 | zwischen Im Mitteldorf 7 und 9 (Standort) | 23. Nov. 2019 | |
|      | Stanisław Todros geb. 11.9.44 tot 27.11.44 | zwischen Im Mitteldorf 7 und 9 (Standort) | 23. Nov. 2019 | |
|      | Stanisław Woźniak geb. 5.9.44 tot 1.11.44 | zwischen Im Mitteldorf 7 und 9 (Standort) | 23. Nov. 2019 | |
|      | Wójcik tot 3.1.45 | zwischen Im Mitteldorf 7 und 9 (Standort) | 23. Nov. 2019 | |
|      | unbekannt tot 8.10.44 | zwischen Im Mitteldorf 7 und 9 (Standort) | 23. Nov. 2019 | |
|      | unbekannt tot 17.2.45 | zwischen Im Mitteldorf 7 und 9 (Standort) | 23. Nov. 2019 | |
|      | unbekannt tot 16.3.45 | zwischen Im Mitteldorf 7 und 9 (Standort) | 23. Nov. 2019 | |
|      | unbekannt tot 9.4.45 | zwischen Im Mitteldorf 7 und 9 (Standort) | 23. Nov. 2019 | |